# Yan Diomande
Yan Diomande (Abidjan, 2006. november 14. –) elefántcsontparti korosztályos válogatott labdarúgó, az RB Leipzig játékosa.

## Pályafutása

### Klubcsapatokban
Az elefántcsontparti Abidjanban született, majd fiatalon költözött az Amerikai Egyesült Államokba, és 2022-ben csatlakozott a DME Akadémiához, miután a Yulee Hornets Boys-nál nevelkedett. 2023-ban a csapatban a STARI Év Játékosának választották, és segített partnercsapatuknak, az AS Frenzinek megnyerni a 2023-as UPSL-t. 2023 októberében próbajátékon vett részt a skót Rangers csapatánál, de nem felelt meg.
2024. november 27-én szerződést kötött a spanyol élvonalbeli Leganés csapatával, ahova 2025. január 1-jétől csatlakozott. Eleinte a tartalékcsapatban kapott lehetőséget. Március 29-én debütált az első csapatban Juan Cruz cseréjeként a Real Madrid ellen 3–2-re elvesztett bajnoki mérkőzésen. Május 11-én megszerezte első gólját az RCD Espanyol ellen 3–2-re megnyert bajnoki találkozón. Az utolsó, 38. fordulóban újabb gólt szerzett a Real Valladolid elleni 3–0-s hazai győzelem során, de ennek ellenére kiestek a másodosztályba.
2025. július 16-án ötéves szerződést írt alá a Bundesligában szereplő RB Leipziggel, miután a klub kifizette a 20 millió eurós kivásárlási záradékot.,

### A válogatottban
Többszörös korosztályos válogatott.